# Józsefvölgy
Józsefvölgy (1899-ig Juszko-Volya, szlovákul: Juskova Voľa) község Szlovákiában, az Eperjesi kerület Varannói járásában.

## Fekvése
Varannótól 8 km-re nyugatra, az Eperjes-Tokaji-hegység északkeleti oldalán fekszik.

## Története
1390-ben említik először.
A 18. század végén Vályi András így ír róla: „JUSZKO VOLYA. Orosz falu Zemplén Várm. földes Ura G. Forgács Uraság, lakosai ó hitűek, fekszik Vehécz, Bánszkához közel, N. Abaúj Vármegyével határos, köves határja 3 nyomásbéli, zabnál egyebet nem igen terem, bikkes erdővel bővelkedik, és fekete gömbölyú Burgus nevezetű haszontalan kövekkel, a’ záporok károsíttyák földgyét.”
Fényes Elek 1851-ben kiadott geográfiai szótárában így ír a faluról: „Juszkó-Volya, tót falu, Zemplén vmegyében, csupa hegyek közt, ut. post. Eperjes. Határa 2000 hold, mellynek nagyobb része erdő. Van itt 7 1/8 urb. telek és 15 zsellér, s mintegy 1 teleknyi majorság után 280 hold szántó és vagy 150 hold irtás. Sovány földje főleg zabot és burgonyát terem. Lakja 25 romai, 260 görög kath., 14 zsidó lak., g. kath. fiók-templom. Van egy kavicsot hordó patakja, s Zamutó felé egy merő gömbölyü kövekből álló hegye, mellyet emberi kezekkel gondolná az ember összehordottnak, ha ez igen nagy, s a többi hegyekkel összeköttetésben nem volna. Bányái is voltak régente. Birja gr. Forgách család és gr. Barkóczy János.”
Borovszky Samu monográfiasorozatának Zemplén vármegyét tárgyaló része szerint: „Józsefvölgy, azelőtt Juszkóvolya. Tót kisközség. Van 46 háza és 231 lakosa, a kik görög katholikusok. A homonnai uradalomhoz tartozott és Filyér-Volya néven is említik. Később a Barkóczyak s a gróf Forgáchok, továbbá a 'Sennyey bárók s a Szirmayak birtokába került. Most nincs nagyobb birtokosa. A hagyomány szerint itt tartózkodott hajdan Juszkó, a messze földön hirhedt rablóvezér. A falu gör. kath. temploma a XVIII. század végén épült. Postája Vehéczen, távíró és vasúti állomása pedig Varannón van.”
1920 előtt Zemplén vármegye Varannói járásához tartozott.

## Népessége
| Év:            | 1994. | 2004.    | 2014.   | 2024.    |
| -------------- | ----- | -------- | ------- | -------- |
| Emberek száma: | 278   | 315      | 320     | 287      |
| Eltérés:       |       | +13,30 % | +1,58 % | -10,31 % |

| Év:            | 2023. | 2024.   |
| -------------- | ----- | ------- |
| Emberek száma: | 288   | 287     |
| Eltérés:       |       | -0,34 % |

1910-ben 268, túlnyomórészt szlovák anyanyelvű lakosa volt.
2001-ben 300 szlovák lakosa volt.
2011-ben 345 lakosából 313 szlovák volt.

## Nevezetességei
- Szent Cirill és Metód tiszteletére szentelt, görögkatolikus temploma 1859-ben épült.